# Benign
Benign betyder godartet i medicinsk sprogbrug, hvor det benyttes til at karakterisere tumorer, der er godartede (benigne) (Og ikke ondartede (maligne).
En tumor, som er benign, er en svulst, som hverken er livstruende, eller som danner metastaser, og hvor der ikke er noget unormalt i måden cellerne vokser på, bortset fra at der er for mange af dem og uden for organismens normale vækstkontrol. En benign tumor invaderer ikke det omliggende væv.
En benign tumor kan medføre gener, som er behandlingskrævende. Desuden kan en benign tumor være præ-malign, dvs. være af en type, som kan ændre karakter og udvikle sig til en malign tumor (= en kræftsvulst), som er i stand til at sprede sig til andre dele af kroppen og af denne grund forårsage individets død.
Definitionen af benign er ikke helt præcis, fordi
- væksten af ubehandlet, benign tumor kan på grund af dens tiltagende masse efterhånden alligevel være livstruende
- visse maligne tumorer, (f.eks. i hjernen), som henregnes til kræftsvulster, spreder sig heller ikke til andre steder i kroppen. Visse typer af hudkræft spreder sig i praksis aldrig. Derfor er patienter med de hyppigst forekommende hudkræfttypers vedkommende helbredt, når svulsten er fjernet.

| Naturvidenskab | Spire Denne naturvidenskabsartikel er en spire som bør udbygges. Du er velkommen til at hjælpe Wikipedia ved at udvide den. |